# علیرضا نبی
علیرضا نبی (زاده ۱۳۴۷ در تربت حیدریه) کارآفرین اهل ایران است. او کارخانه‌های متعددی را تاسیس کرده که شرط استخدام کارگران در آن‌ها، داشتن سوء پیشینه است.

## زندگی‌نامه
او در سال ۱۳۴۷ در خانواده ای فقیر و پرجمعیت در حاشیه شهر مشهد به دنیا آمد. از هفت سالگی در سر چهارراه های مشهد روزنامه فروشی می کرد. در ۱۷ سالگی نخستین کارگاه تولیدی خود را که چاپ روی پارچه است، راه می اندازد. این کارگاه نخستین کارگاه چاپ پارچه در مشهد بود. علیرضا نبی تحصیلات دانشگاهی خود را در مقطع فوق لیسانس و دکترا در رشته اقتصاد با گرایش منابع انسانی به پایان رسانید و پس از آن به صورت مشاور در کمپ‌های مخصوص زندانیان به آن‌ها مشاوره می‌دهد.

## فعالیت
نبی در مورد نیروی انسانی خود در کارخانه‌هایش گفته: زنان و مردانی چرخ این کارخانه‌ها را می‌گردانند که جرمی در کارنامه زندگی آنها ثبت شده است. وی درخصوص افرادی که استخدام می‌کند گفته است: 

سه گروه را ما با کار درمانی مورد حمایت قرار داده ‌ایم، گروه اول زندانیان جرائمی هستند که دوران محکومیت خود را گذرانده‌ اند، گروه دوم زنان سرپرست خانواده هستند که به علت‌های مختلف شوهر خودشان را از دست داده ‌اند. این افراد سرپرستی خانواده را برعهده دارند، گروه سوم ما معتادین بهبود یافته ‌ای‌ هستند که یک سال از پاکیشان حتما باید گذشته باشد